# Hôtel de Robien
L'hôtel de Robien est un hôtel particulier situé dans le centre-ville de Rennes en Ille-et-Vilaine (Bretagne, France), sis aux 22 rue du Champ-Jacquet et 17 rue Le-Bastard.

## Histoire
L'hôtel, construit au XVIIe siècle, tient son nom de la famille de Robien qui l'achète en 1699.  L'incendie de Rennes de 1720 épargne l'hôtel, les communs ayant été abattus pour créer un coupe-feu. Il est alors intégré au nouveau plan de la ville, Isaac Robelin ayant même pour projet de l’agrandir.
Les Robien, présidents à mortier au Parlement de Bretagne, y habitent jusqu'à la Révolution française, date à laquelle l'hôtel est converti en logements et commerces. Son propriétaire le plus connu est Christophe-Paul de Robien, noble érudit passionné de sciences, dont les collections ont intégré le muséum d'histoire naturelle de Rennes, le musée des Beaux-Arts de Rennes et le musée de Bretagne. Ce dernier achète pour son fils un bâtiment voisin, constituant ainsi le Petit hôtel de Robien.
L'intérieur est décoré de boiseries de style rocaille, dont certaines (dans l'ancien salon de compagnie) sont ornées de panneaux de laques de Chine. 

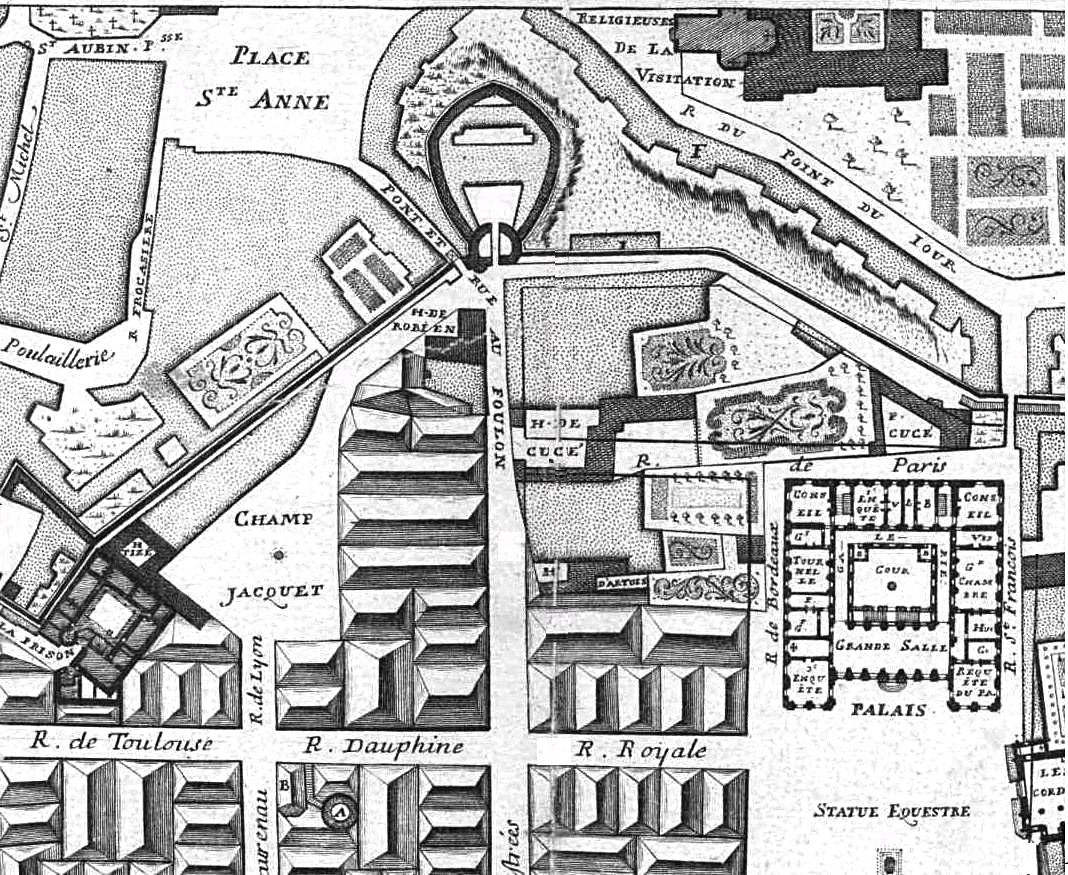
L’hôtel et son jardin, sur le plan de Rennes dressé en 1726.

Le jardin d'agrément de l'hôtel a été créé au XVIIIe siècle en face de l'hôtel, de l'autre côté de la rue du Champ-Jacquet, avec, au fond et exposé au sud, un petit bâtiment à allure de trianon et orné de peintures de Jouvenet.
L'hôtel de Robien est classé au titre des monuments historiques depuis le 1er juin 1965.

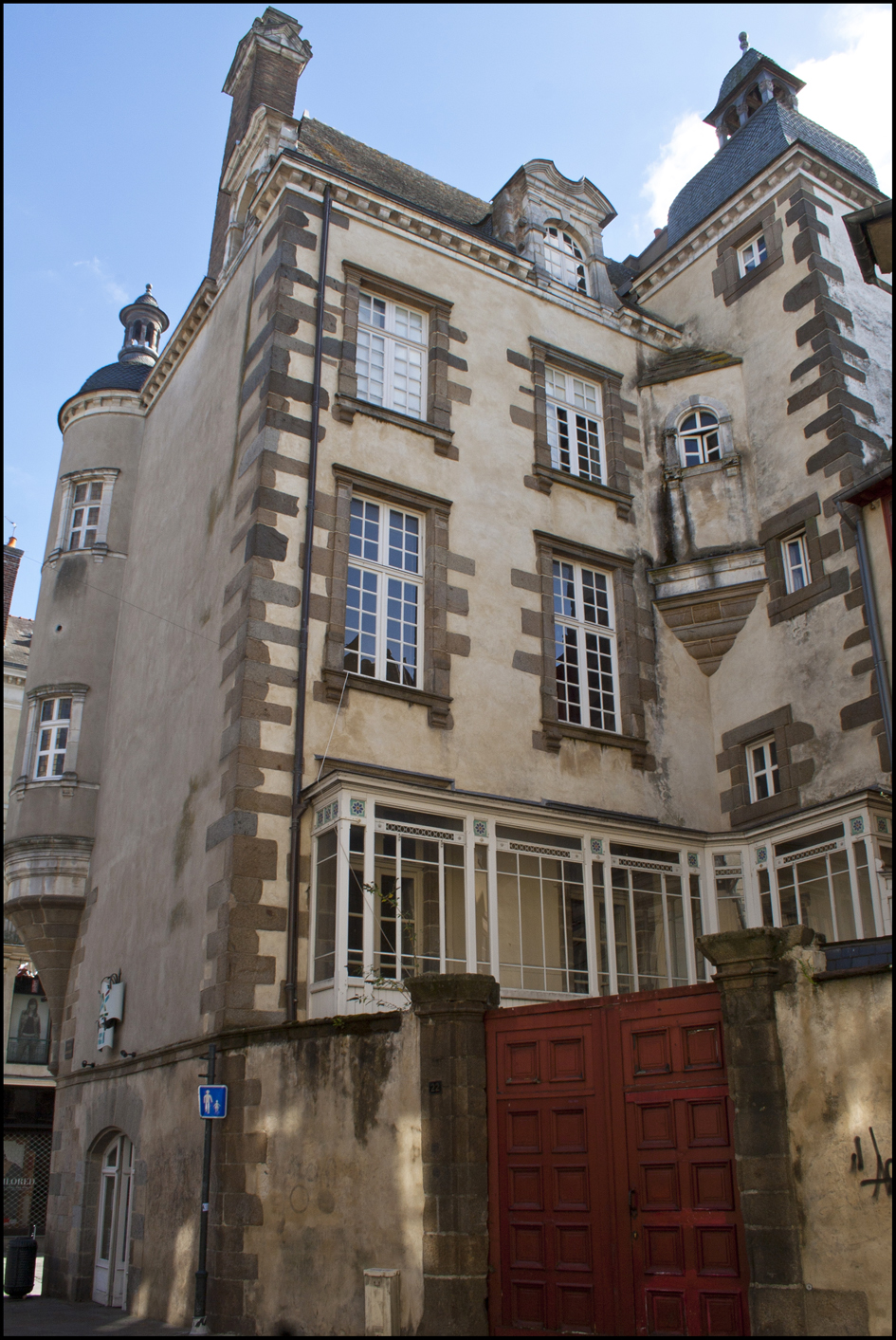